# Earl Winfield Spencer Jr.
Earl Winfield Spencer Jr. (Kinsley, Kansas; 20 de septiembre de 1888-Coronado, California; 29 de mayo de 1950) fue un piloto de la Marina de Estados Unidos que sirvió como primer comandante de la Base Aeronaval de North Island en San Diego, California. También fue el primer marido de Wallis Simpson, la mujer por quien dejó el trono Eduardo VIII del Reino Unido.

## Biografía
Earl Winfield, conocido coloquialmente como «Win», nació en Kinsley, Kansas, y sus padres fueron Earl Winfield Spencer y Agnes Lucy Hughes. Estudió en el Racine College en Racine, Wisconsin. Se graduó en la Academia Naval de los Estados Unidos en 1910 y fue enviado a San Diego en 1917 con instrucciones de establecer una estación aérea naval permanente que sería utilizada para ejercicios de entrenamiento y de la cual se convertiría en su primer comandante.
Spencer contrajo matrimonio en cuatro ocasiones. Su primera esposa fue Bessie Wallis Warfield, hija única de Teackle Wallis Warfield, miembro de una prominente familia de Maryland. Se casaron en Baltimore el 8 de noviembre de 1916. Spencer era alcohólico, además fue acusado de ser abusivo. Después de varias separaciones, los Spencer se divorciaron en diciembre de 1927. Tras un segundo matrimonio y posterior divorcio, con Ernest Simpson, Wallis se casó con el exrey Eduardo VIII del Reino Unido, quien abdicó al trono para poder casarse con ella, y se convirtió en la duquesa de Windsor.
La segunda esposa fue Mariam Caro Maze, exesposa de Albert Cressey Maze e hija de Simon Caro. Se casaron después de 1927 y se divorciaron en 1936, el mismo año que Spencer fue nombrado caballero de la Orden de la Corona de Italia por Benito Mussolini. De este matrimonio tuvo un hijastro, Robert Claude Maze Sr., mayor del Cuerpo de Marines de los Estados Unidos —muerto en acción en 1945—. Mariam Spencer se casó nuevamente en 1939, su tercer marido, Arthur William Radford, era vicealmirante y posteriormente fue almirante de la Marina de Estados Unidos, futuro presidente del Estado Mayor.
El tercer matrimonio fue con Norma Johnson, viuda de Homer Sturdevant Johnson, un fabricante de Detroit que murió en 1928, e hija de Carl Reese. Spencer y Johnson se casaron en Los Ángeles, California, el 4 de julio de 1937. De este matrimonio tuvo dos hijastras: Betty L. Johnson y Kathryne Johnson. Se trató de una boda doble, junto con Betty, su hijastra, y Peyton Legare, cuya boda en febrero de 1942 en Tijuana, México, no era válida bajo la ley de California y debía de ser oficializada. La pareja se separó el 9 de febrero de 1940 y se divorció más tarde ese año en Santa Mónica, California. 
El cuarto matrimonio fue con Lillian Phillips y ocurrió después de 1940. El comandante Spencer falleció en Coronado, California el 29 de mayo de 1950 y está enterrado en el Cementerio Nacional del Fuerte Rosecrans en San Diego, California, junto con su esposa Lillian.

### Citas
1. 1 2  Lundy, Darryl. «Commander Earl Winfield Spencer Jr.» (en inglés). The peerage. Consultado el 31 de julio de 2012.
2. ↑  Cooper, Ralph. «Earl W. Spencer Jr.» (en inglés). The Early Birds of Aviation Inc. Consultado el 31 de julio de 2012.
3. ↑  Higham, pp. 23–24
4. ↑  Higham, pp., 2005, pp. 50-51.
5. ↑  «Service Social News», Army and Navy Journal, 4 de septiembre de 1943, columnas 3 y 4.
6. ↑  «Arthur William Radford» (en inglés). Arlington National Cemetery Website. Consultado el 1 de agosto de 2012.
7. ↑  «Spencer To Be In Double Wedding», Ogden (Utah) Standard Examiner, 29 de junio de 1937, página 6A, columna 6